# Andrea de Alba
Andrea de Alba Ramírez (Puerto Vallarta, 2 de janeiro de 1996), é uma atriz, cantora, bailarina e locutora mexicana, conhecida por ser a antagonista principal da série BIA, do Disney Channel América Latina.

## Carreira
Começou sua carreira como locutora de rádio na cidade de Guadalajara com apenas seis anos, no programa Pim Põe. Depois integrou aos programas O Repto DK e Un Buen Día, transmitidos na estação DK1250 AM do Grupo Radiorama Occidente.
Como bailarina profissional, trabalhou para diferentes marcas de prestígio, viajando pelo interior do México, para depois se integrar como diretora e integrante do balé do programa da TV Azteca Sin Control, transmitido através do canal A+.
Em 2019, lançou sua carreira após ser aprovada para fazer o papel de "Carmín" na série do Disney Channel, Bia.  E seguiu com o projeto mais adiante, em 2020, estrelando na segunda temporada e gravando um filme especial exclusivo para o Disney+, nomeado de "Bia Um Mundo do Avesso".

## Vida pessoal
Ela estava em um relacionamento de 3 anos com o ator e cantor equatoriano e co-estrela de Bia, Jandino. Eles confirmaram o término do namoro em 16 de agosto de 2021.

## Filmografia

### Televisão
| Ano       | Título original        | Título no Brasil        | Personagem       | Notas                 | Ref.              |
| --------- | ---------------------- | ----------------------- | ---------------- | --------------------- | ----------------- |
| 2017      | Sim Control            |                         | Ela mesma        | Bailarina do ballet   |                   |
| 2019–2020 | Bia                    | Bia                     | Carmín Laguardia | Elenco principal      | [ 1 ] [ 2 ] [ 3 ] |
| 2021      | Bia: Un Mundo al Revés | Bia: Um Mundo do Avesso | Carmín Laguardia | Especial de televisão |                   |
| 2021      | Génesis                |                         | Julieta          | Elenco principal      |                   |
| 2023      | L-Pop                  |                         | Andrea           | Protagonista          |                   |

## Discografia
| Trilha Sonora | Trilha Sonora                                                     | Trilha Sonora     |
| Ano           | Música                                                            | Álbum             |
| ------------- | ----------------------------------------------------------------- | ----------------- |
| 2019          | "Thumbs Up"                                                       | Así Yo Soy        |
| 2019          | "La Vida Te Devuelve" (com Elenco de Bia)                         | Así Yo Soy        |
| 2019          | "Si Tú Estás Conmigo" (com Elenco de Bia)                         | Así Yo Soy        |
| 2019          | "¿Como Me Ves?" (com Rodrigo Rumi)                                | Si Vuelvo A Nacer |
| 2020          | "Grita"                                                           | Grita             |
| 2020          | "Aqui me Encontrarás"                                             | Grita             |
| 2020          | "Voy"                                                             | Grita             |
| 2020          | "Karma"                                                           | Grita             |
| 2021          | "Es un Juego"                                                     | Un Mundo Al Revés |
| 2021          | "Quiero Bailar"                                                   | Un Mundo Al Revés |
| 2023          | "Xylophone" (como parte do Tracer e com Elenco de L-Pop)          | L-Pop             |
| 2023          | "Si Sigo Mi Corazón (Versión Pop)" (com Elenco de L-Pop)          | L-Pop             |
| 2023          | "Move" (como parte do Tracer e com Elenco de L-Pop)               | L-Pop             |
| 2023          | "Love It or Hate It" (como parte do Tracer e com Elenco de L-Pop) | L-Pop             |
| 2023          | "Make This Alright" (com Elenco de L-Pop)                         | L-Pop             |

## Rádio
- Pim Põe
- O Repto DK
- Un Buen Día